# Pauliska Donationsfonden
Stiftelsen Pauliska Donationsfonden är en åldrig stiftelse för allmännyttig verksamhet i Stockholm, med fastigheten Venus 1 på Svartmangatan 24 i Stockholm. 

## Historik
Fonden har sitt ursprung i donationer på 1700-talet. I stiftelseurkunden anges att understöd skall utgå till personer av sex olika klasser; "Gross- och kramhandelsklassernas enkor, fabrikörs- och det andra hederliga borgarståndets enkor, presteståndets enkor, företräde i främsta rummet för dem, hvilkas män varit lärare vid Tyska kyrkan, och med företräde för enkor efter präster i Stockholm framför dem, som anmäla sig från landsorten. Enkor efter informatorer vid Tyska skolan i Stockholm, vare sig dessa varit prestvigde eller ej, tillhöra ock denna klass, fader- och moderslösa flickor utan afseende å stånd, intill dess de uppnått 16 års ålder, enkor, hvilka ej tillhöra någon af föregående klasser, ogifta, äldre och obemedlade fruntimmer."
Förvaltare för fonden är Direktionen för Norra Frivilliga Arbetshuset, vilken hanteras av Skandinaviska Enskilda Bankens stiftelseförvaltning.
Stiftelsen uppmärksammades 2008 för att ha använd stora delar av sina resurser för syften som inte uppfyllde villkoren i stiftelseurkunden. Bland annat skall man ha delat ut lägenheter i centrala Stockholm till anhöriga till stiftelsens styrelse samt topprenoverat nämnda hus. 